# Einöllen
Einöllen ist eine Ortsgemeinde im Landkreis Kusel in Rheinland-Pfalz. Sie gehört der Verbandsgemeinde Lauterecken-Wolfstein an.

## Geographie

### Lage
Der Ort liegt nordöstlich von Wolfstein im Nordpfälzer Bergland innerhalb dessen Teilbereich Moschelhöhen. Zu Einöllen gehören zusätzlich die Wohnplätze Berghof und Hobstätterhof. Nachbargemeinden sind – im Uhrzeigersinn – Reipoltskirchen, Relsberg, Wolfstein, Oberweiler-Tiefenbach und Hohenöllen.

### Gewässer
Durch den Nordosten des Gemeindegebiets verläuft in Süd-Nord-Richtung der Sulzbach; teilweise bildet er die Gemarkungsgrenze zu Relsberg. Im Süden der Gemarkung verläuft in Ost-West-Richtung der Breitbach.

## Geschichte
Einöllen wurde im Jahr 1432 als Eynet erstmals urkundlich erwähnt. Es gehörte zur Grafschaft Veldenz und ab 1444 zum Herzogtum Zweibrücken; dort gehörte es zum Oberamt Meisenheim und unterstand dort dem Amt Meisenheim. 1768 kam Einöllen durch einen Gebietstausch an die Kurpfalz und unterstand dort dem Oberamt Lautern.
Von 1798 bis 1814, als die Pfalz Teil der Französischen Republik (bis 1804) und anschließend Teil des Napoleonischen Kaiserreichs war, war der Ort in den Kanton Wolfstein eingegliedert. 1815 gehörte Einöllen zunächst zu Österreich. Nach dem Wiener Kongress wurde er ein Jahr später dem Bayern zugeschlagen. Von 1818 bis 1862 gehörte die Gemeinde weiterhin dem Kanton Wolfstein an und war Bestandteil des Landkommissariat Kusel, das anschließend in ein Bezirksamt umgewandelt wurde.
1939 wurde der Ort in den Landkreis Kusel eingegliedert. Gegen Ende des Zweiten Weltkrieges wurde Einöllen am 19. März 1945 von Einheiten der United States Army eingenommen. Nach dem Krieg wurde die Gemeinde innerhalb der französischen Besatzungszone Teil des damals neu gebildeten Landes Rheinland-Pfalz. Im Zuge der ersten rheinland-pfälzischen Verwaltungsreform wurde Einöllen 1972 Bestandteil der Verbandsgemeinde Wolfstein. Seit 2014 gehört der Ort zur Verbandsgemeinde Lauterecken-Wolfstein.

## Religion
Die Katholiken gehören zum Bistum Speyer und unterstehen dort dem Dekanat Kusel, die Evangelischen zur Protestantischen Landeskirche der Pfalz.

## Politik

### Gemeinderat
Der Gemeinderat in Einöllen besteht aus acht Ratsmitgliedern, die bei der Kommunalwahl am 9. Juni 2024 in einer Mehrheitswahl gewählt wurden, und dem ehrenamtlichen Ortsbürgermeister als Vorsitzendem. Im Gemeinderat sind folgende Mitglieder (nach Stimmen): Isabell Zimmer, Michael Zimmer, Markus Böhmer (erster Beigeordneter), Simone Hönes (zweite Beigeordnete), Martin Berg, Milena Geib, Lucas Presser und Sascha König.

### Bürgermeister
Bernd Schreiber wurde am 22. August 2024 Ortsbürgermeister von Einöllen. Bei der Direktwahl am 9. Juni 2024 hatte er sich mit einem Stimmenanteil von 55,8 % gegen den Amtsinhaber durchgesetzt.
Schreibers Vorgänger Siegfried Berndt hatte das Amt 2009 übernommen.

### Wappen
| Wappen von Einöllen | Blasonierung: „In Blau ein linkshingewendeter goldener Pflug, der natürliches Ackerland durchfurcht.“ |
| Wappen von Einöllen | Es wurde 1925 vom Bayerischen Staatsministerium des Innern genehmigt.                                 |

## Kultur
Einziges Kulturdenkmal vor Ort ist die protestantische Pfarrkirche, die eine Stumm-Orgel aus dem Jahr 1813 enthält. Letztere diente außerdem als Vorbild für die Restaurierung der Orgel der Evangelischen Kirche in Kleinich.

## Wirtschaft und Infrastruktur

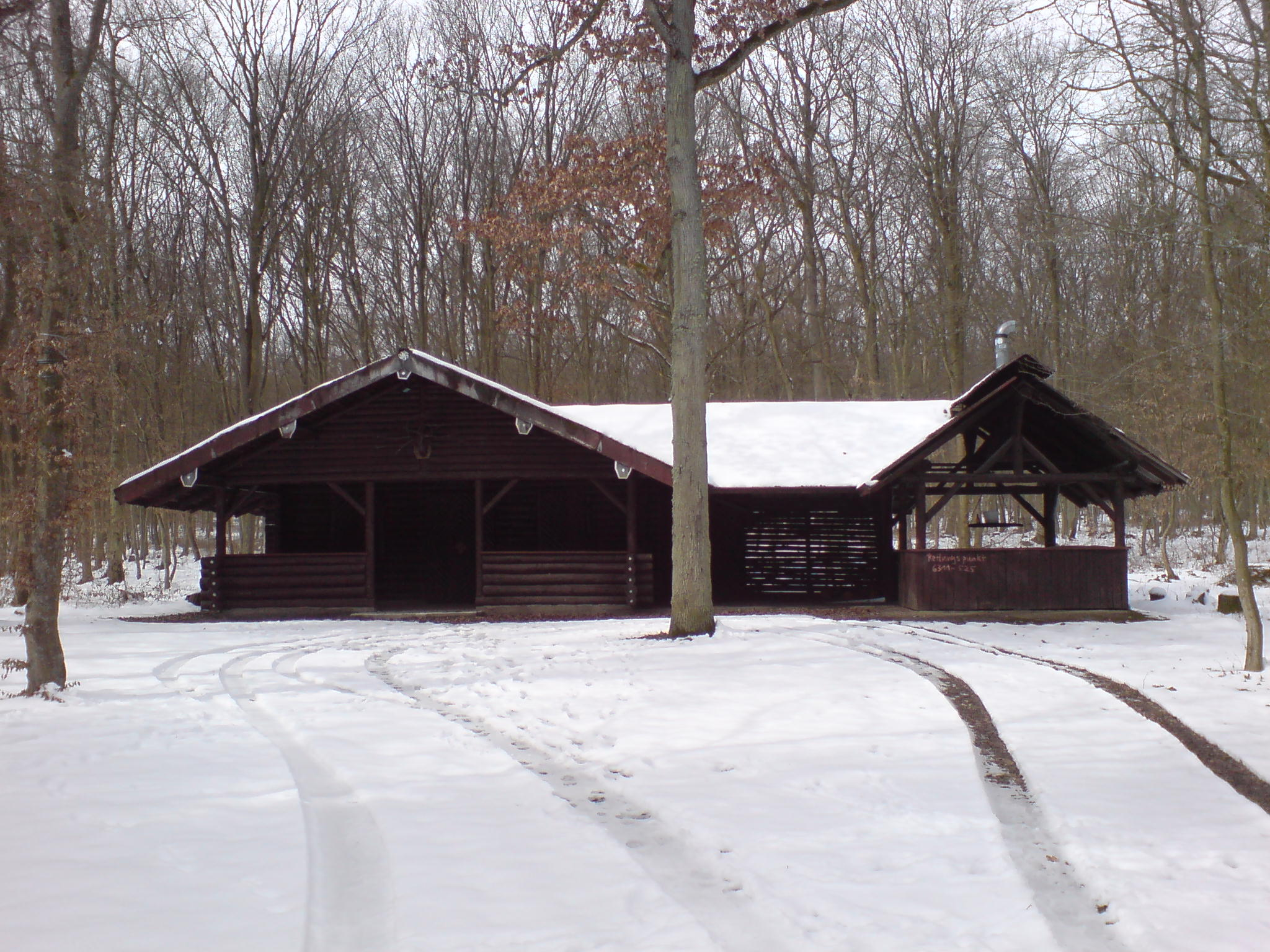
Struther Hütte

### Verkehr
Durch Einöllen verläuft die Landesstraße 383, die den Ort mit Heinzenhausen verbindet. Mitten im Siedlungsgebiet zweigt von dieser die Kreisstraße 42 nach Reipoltskirchen ab. Im Westen verläuft die Bundesstraße 270. In Wolfstein und im nahe liegenden Reckweilerhof befinden sich Haltepunkte der Lautertalbahn.

### Tourismus
Im Südosten des Gemeindegebiets befindet sich die Strüther Hütte, die sich früher im Besitz des Pfälzerwald-Vereins befunden hatte.

## Persönlichkeiten

### Söhne und Töchter der Gemeinde
- Otto Bühler (1882–1945), Verwaltungsjurist und Landrat in Homburg/Saar
- Hermann Gauch (1899–1978), Mediziner und Rassentheoretiker

### Personen, die vor Ort gewirkt haben
- Hermann Greilach, Metzgergeselle, Gemischtwarenhändler und Politiker (NSDAP), von 1935 bis 1938 Bürgermeister von Diefflen, stammte aus Einöllen.